# Brannay
Brannay és un municipi francès, situat al departament del Yonne i a la regió de Borgonya - Franc Comtat. L'any 2007 tenia 652 habitants.

## Demografia

### Població
El 2007 la població de fet de Brannay era de 652 persones. Hi havia 264 famílies, de les quals 68 eren unipersonals (40 homes vivint sols i 28 dones vivint soles), 108 parelles sense fills, 72 parelles amb fills i 16 famílies monoparentals amb fills.
La població ha evolucionat segons el següent gràfic:
Habitants censats

### Habitatges
El 2007 hi havia 498 habitatges, 269 eren l'habitatge principal de la família, 224 eren segones residències i 5 estaven desocupats. 485 eren cases i 12 eren apartaments. Dels 269 habitatges principals, 225 estaven ocupats pels seus propietaris, 38 estaven llogats i ocupats pels llogaters i 6 estaven cedits a títol gratuït; 19 tenien dues cambres, 49 en tenien tres, 69 en tenien quatre i 132 en tenien cinc o més. 235 habitatges disposaven pel capbaix d'una plaça de pàrquing. A 125 habitatges hi havia un automòbil i a 132 n'hi havia dos o més.

### Piràmide de població
La piràmide de població per edats i sexe el 2009 era:
| Homes | Edats   | Dones |
| ----- | ------- | ----- |
| 0     | 95 o +  | 0     |
| 4     | 90 a 94 | 4     |
| 0     | 85 a 89 | 0     |
| 4     | 80 a 84 | 4     |
| 12    | 75 a 79 | 8     |
| 24    | 70 a 74 | 12    |
| 12    | 65 a 69 | 32    |
| 16    | 60 a 64 | 8     |
| 8     | 55 a 59 | 12    |
| 20    | 50 a 54 | 28    |
| 28    | 45 a 49 | 8     |
| 16    | 40 a 44 | 16    |
| 4     | 35 a 39 | 8     |
| 20    | 30 a 34 | 16    |
| 16    | 25 a 29 | 8     |
| 8     | 20 a 24 | 12    |
| 24    | 15 a 19 | 12    |
| 8     | 10 a 14 | 12    |
| 12    | 5 a 9   | 20    |
| 8     | 0 a 4   | 8     |

## Economia
El 2007 la població en edat de treballar era de 411 persones, 289 eren actives i 122 eren inactives. De les 289 persones actives 257 estaven ocupades (142 homes i 115 dones) i 32 estaven aturades (18 homes i 14 dones). De les 122 persones inactives 46 estaven jubilades, 31 estaven estudiant i 45 estaven classificades com a «altres inactius».

### Ingressos
El 2009 a Brannay hi havia 300 unitats fiscals que integraven 743 persones, la mediana anual d'ingressos fiscals per persona era de 19.047 €.

### Activitats econòmiques
Dels 24 establiments que hi havia el 2007, 1 era d'una empresa alimentària, 1 d'una empresa de fabricació d'altres productes industrials, 7 d'empreses de construcció, 5 d'empreses de comerç i reparació d'automòbils, 2 d'empreses de transport, 1 d'una empresa d'hostatgeria i restauració, 1 d'una empresa financera, 3 d'empreses de serveis i 3 d'empreses classificades com a «altres activitats de serveis».
Dels 5 establiments de servei als particulars que hi havia el 2009, 1 era un paleta, 2 guixaires pintors, 1 lampisteria i 1 empresa de construcció.
Dels 2 establiments comercials que hi havia el 2009, 1 era una botiga de més de 120 m² i 1 una botiga de menys de 120 m².
L'any 2000 a Brannay hi havia 6 explotacions agrícoles.

## Equipaments sanitaris i escolars
El 2009 hi havia una escola elemental integrada dins d'un grup escolar amb les comunes properes formant una escola dispersa.

## Poblacions més properes
El següent diagrama mostra les poblacions més properes.